# La Santa Espina (sardana)
La Santa Espina és una sardana amb música d'Enric Morera i text d'Àngel Guimerà. És la més emblemàtica d'Enric Morera i és considerada pels catalans un himne patriòtic.
Formant part de la sarsuela homònima, inclosa en el tercer acte, fou estrenada el 1907 al Teatre Principal de Barcelona. A causa de les seves connotacions catalanistes i havent adoptat el rol d’himne nacional pel fet que havien estat prohibides Els segadors i altres cançons patriòtiques, La Santa Espina fou prohibida durant les dictadures de Primo de Rivera i de Franco.
El 5 de setembre del 1924, durant la dictadura de Primo de Rivera, el general Lossada, governador civil de Barcelona, difongué la següent circular:
| «                                                               | Havent arribat a coneixement d'aquest Govern, en forma que no ofereix lloc a dubtes, que determinats elements han convertit la sardana de «La Santa Espina» en himne representatiu d'odioses idees i criminals aspiracions, escoltant la seva música amb el respecte i reverència que es tributen als himnes nacionals, he acordat prohibir que es toqui i es canti la sardana titulada "La Santa Espina" a la via pública, sales d'espectacles i de societats i en les aplecs o reunions campestres, prevenint als infractors d'aquesta ordre que procediré a castigar-los amb tot el rigor. | » |
| — General Lossada, La Publicitat, 5 de setembre de 1924, pàg. 4 | |   |

## Lletra

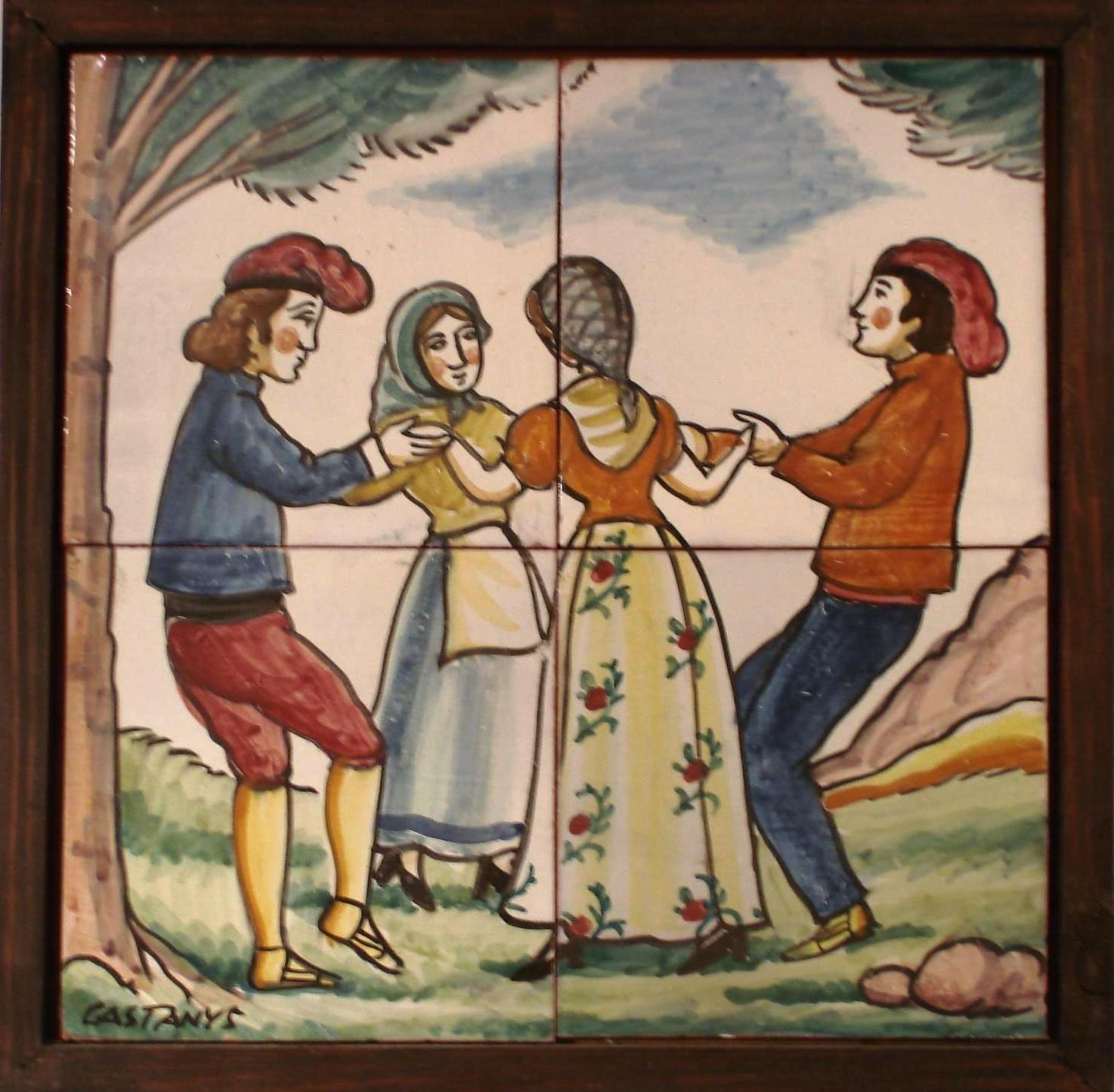
Sardana

Som i serem gent catalana

tant si es vol com si no es vol,

que no hi ha terra més ufana

sota la capa del sol.

Déu va passar-hi en primavera

i tot cantava al seu pas.

Canta la terra encara entera,

i canta que cantaràs.

Canta l'ocell, lo riu, la planta

canten la lluna i el sol.

I tot treballant la dona canta,

i canta al peu del bressol.

I canta a dintre de la terra

el passat ja mai passat,

i jorns i nits, de serra en serra,

com tot canta al Montserrat.

Som i serem gent catalana

tant si es vol com si no es vol,

que no hi ha terra més ufana

sota la capa del sol.